# Десна (приток Моравы)
Десна (чеш. Desná, словац. Desná, нем. Тесс) — река в центральной Европе, левый приток Моравы. Протекает по территории района Шумперк в Оломоуцком крае Чехии.
Длина 43,4 км (вместе с Дивокой Десной), площадь бассейна — 338 км². Средний расход воды в устье составляет 4,48 м³/с.
Десна берёт начало в месте слияния рек Гучивы Десны и Дивоки Десны в деревне Коуты над Десной, расположенной в глубокой долине гор Высокий Есеник. Затем Десна идёт на юго-запад через долину в сторону города Шумперк. Примерно через 43,4 км Десна впадает в реку Морава возле деревни Постржелмов.
В районе населённых пунктов Коуты над Десной, Лоучна над Десной, Велке Лосины, Петров над Десной, Рапотин, Викиржовице, Шумперк и Судков участок реки сильно зарегулирован. Берега рек часто укрепляются стенами; речной поток свободен от препятствий. Естественный характер сохранились в части между Блудами и Судковом, где река имеет меандровый характер.
Десна питает два крупных пруда: Бенатки (буквально «Венеция») площадью 1,7 га, расположенный в Шумперке, и Судковский рыбник площадью 8 га, расположенный в Судкове.
В 1997 году разрушительное наводнение на Десне разрушило железнодорожную линию, расположенную вдоль реки.
Гучива Десна (буквально гудящая Десна) берёт свое начало в местности под названием Японский сад, на высоте 1275 метров над уровнем моря. Длина составляет 7 км, устье находится на высоте 550 метров над уровнем моря.
Дивока Десна (буквально «Дикая Десна») берёт начало на северном склоне пика Камзичник, на высоте 1310 метров над уровнем моря. Длина составляет 12 км, а средний годовой расход в устье составляет 1,5 м³/с.